# Тонмё (станция метро)

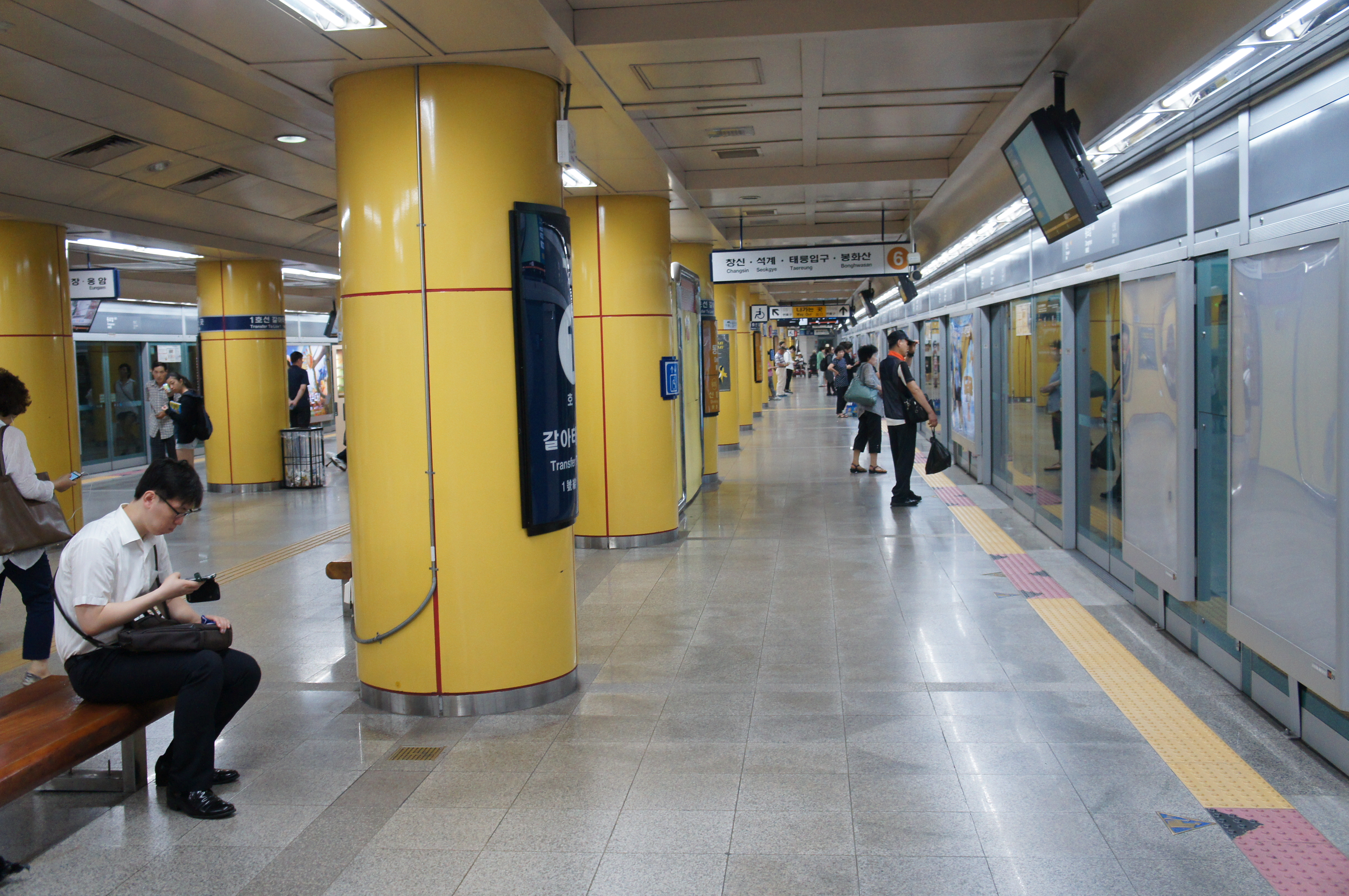
Платформа станции шестой линии

«Тонмё» (кор. 동묘앞역 Тонмёамнёк) — пересадочная станция Сеульского метроː подземные на Первой (Сеул метро 1) и Шестой (Сеул метро 6) линиях. На станции установлены платформенные раздвижные двери.
Она представлена двумя боковыми платформами на 1 линии и одной островной на 6 линии. Станция обслуживается корпорациями Сеул Метро (Seoul Metro) на 1 линии и скоростного транспорта Сеула (SMRT) на 6 линии. Расположена в квартале Сунъин-дон района Чонногу города Сеул (Республика Корея).  
На Первой линии поезда Кёнвон экспресс (GWː Gyeongwon) обслуживают станцию; Кёнкин экспресс (GI: Gyeongin), Кёнбусон красный экспресс (GB: Gyeongbu red express), Кёнбусон зелёный экспресс (SC: Gyeongbu green express) не обслуживают станцию.
Пассажиропоток — на 1 линии 17 493 чел/день, на 6 линии 18 934 чел/день (на 2012 год).